# Zubovics Fedor
Zubovics Fedor (Felsőtúr, 1848. október 29. – Budapest, 1920. október 15.) huszárkapitány, híres lovas, a szárazföldi torpedó feltalálója.

## Élete
Ősi lengyel családból származott, melynek eredete 1434-ig nyúlik vissza. A család első ismert őse Sándor, a litvánok kormányzója volt. 1434-ben ő nyerte adományul a Cielski–birtokot III. Szaniszló királytól, majd később a poroszok elleni hadjáratok alatt szerzett hadvezéri érdemeiért nyerte a Pruszpokorinszki előnevet. A családból 1776-ban Ferenc lengyel királyi főasztalnok, kinek József nevű fia 1794-ben Magyarországon telepedett le.
Zubovics Fedor a felvidéki Felsőtúron született. Apja Zubovics József (1812–1861), 1848 előtt Hont vármegye táblabírája, később a császári-királyi úrbéri szék ülnöke. Testvére Román (1855–1935) királyi táblabíró.
Tanulmányait Vácon, a Kegyesrendi Gimnáziumban végezte, s ebből az időből maradt fenn róla az első visszaemlékezés is:
…mokány magyar gyerek volt mindig, ki mindnyájunk félelmetes tiszteletét bírta bátorsága és erélyéért. A kalváriai deákvár sokat tudna mesélni hőstetteiről; itt vívtuk hős csatáinkat, ágyúgolyó helyett a szegény svábok földjeiről csent krumpli és répával, kard helyett pedig kukuricza szárral. A vezér rendesen Zubovics volt.
A gimnáziumot követően az előkelő bécsi nevelőintézetben, a Teréziánumban folytatott tanulmányok befejeztével – a családi hagyományt követve – 1866-ban katonának állt.
A Birodalom egyik elit alakulatánál, a 9. számú Liechtenstein-huszárezrednél kezdte szolgálatát, amely jelentős eredményeket könyvelhetett el az 1864-es porosz–osztrák–dán háborúban, a Habsburgok kevés 19. századi sikeres hadi vállalkozásának egyikében. Az ezred részt vett az 1866-os porosz–osztrák háborúban és az első világháborúban is.
Zubovits Fedor valószínűleg a königgrätzi csatában esett át a tűzkeresztségen, majd nem sokkal később egy időre függetlenítette magát Ferenc József hadseregének fegyelmétől.
Mivel a nyilvánosságot nagyon szerette, kesztyűs kézzel bánt az újságírókkal. Minden esztendőben meghívott néhányat közülük a Verőcén lévő Migazzi-kastélyba, amelyet azelőtt a váci püspöktől bérelt.
A vendéglátás úgy volt jelenetezve, hogy az újságírók halálra rémüljenek, de azért a világért meg ne sértődjenek. A váci pályaudvarról maga kocsikáztatta őket kastélyába, ilyenkor öt csődört fogott a kocsi elé, letért az országútról, nekivágott a tarlóknak, és vad hajszában röpítette vendégeit. A kastély udvarán borjú nagyságú kuvaszok ugatták körül a kocsit… »Brazíliai vérebek, le ne szálljatok, mert széttépnek!«, rikoltotta a gazda. Asztalnál, ha nem fért már több pezsgő az újságírókba, elővette revolverét, és gyorstüzelést kezdett a szoba mennyezete felé. Nagy súlyt vetett arra, hogy sértetlenül megőrizze a „fene-ember” hírnevét. Néha az lett a vendéglátás vége, hogy a fiúk az ablakon keresztül menekültek a Migazziból. A házigazda pedig másnap izgatottan forgatta a lapokat, vajon mit írnak róla?
Kalandos élete során a feljegyzések szerint előbb Olaszországban bukkant fel Garibaldinál, ahol francia fogságba esett, majd újra az osztrák hadseregben szolgált, közlegényként folytatta lovassági karrierjét. 1869-ben királyi kegy emelte újra tiszti rangra a megalakuló honvédség nyíregyházi alakulatánál. Nyíregyházi szolgálatáról már valóban van adat, de megelőző lefokozására nem térnek ki. 1872-ben kilépett a tényleges szolgálatból és 1874-ig a kairói alkirályt szolgálta. Egyiptomból hazatérve 14 nap alatt tette meg lóháton a Bécs–Párizs útvonalat. 1875-ben Spanyolországban harcolt a karlisták ellen, majd 1878-ban Boszniában, 1880-ban pedig Albániában küzdött (ez utóbbi helyen a mirditák mellett). Segített az 1877–78-as orosz–török háborúban a törököknek elpáholni az „orosz medvét”, egy cserkeszekből összeállt kaukázusi lovassági különítmény parancsnokaként. Plevnánál állítólag sebesülten fogságba is esett.
Balkáni kalandjait Mócs Zsigmond emlékei alapján Gárdonyi Géza örökítette meg A béna című elbeszélésében:
— Már egy hónapja lődörögtem a török csapatok között, — így folytatja az elbeszélését, — de még nem láttam egy csatát se. Végre találkozom Zuboviccsal. Füstös, mint a kéményseprő, és úgy dől belőle a puskaporszag, hogy tíz lépésről meg lehet érezni. — Fodrikám, — mondom neki, — hadd menjek veletek. — Hova az istennyilába? — A tűzbe! Mert neki egy külön kis hada volt. Csupa kaukázusi, csontos, erős legények. Olyanféle katonák voltak ezek, mint nálunk negyvennyolcban a guerila-csapatok. Maga Fodri tanította össze őket kilenc nap alatt, de úgy is harcoltak azok, mint az ördögök. Hát hogy Fodrinak így könyörögtem, eleinte sehogysem akarta meghallani. — Gyönge legény vagy te oda, — mondta. — Mink mindig a közepinek vágunk! — Azt akarom én is, — feleltem, — csak egyszer engedj, Fodrikám! Addig-addig könyörögtem neki, míg végre azt mondta: — No jól van, Zsiga. Holnap hát csak csatlakozzál hozzánk, de aztán az életedért te magad vagy a felelős. — Helyes, — feleltem, — majd meglátod, hogy nem esik szégyen a magyar néven. Hajnalban már ott lovagoltunk egymás mellett az erdőben. A csapat lassan és csendben haladt. A vezetők csak egy kis zsebkendőforma piros zászlóval jelezték, hogy mikor merre kell fordulnunk. — Itt megálljunk, — szólt Zubovics egy cserjésben. —- Mihelyt az ágyu megdördül, hátba kapjuk a muszkákat. Alig, hogy ezt kimondja, megböffen túlról egy török ágyu, s utána bődül még vagy harminc. Halljuk is mingyárt, hogy az oroszok felelnek. Ez aztán a litánia, fiuk! A föld rengett az iszonyu dörgésektől. —- No most! — kiáltott Zubovics. Azzal megsarkanytyúzza a lovát valamennyi, és ki az erdőből! Akkor láttam a tisztáson a nagy kavargó muszkatábort. Füst és por, dörgés és csattogás mindenfelé. A lovak úgy repültek, hogy alig érte a lábuk a földet. Csakhamar észrevettem, hogy az én lovam a közemberek sorába ragadt, és hogy Zubovics nincs mellettem. — Fodri! — kiáltottam háromszor is. De biz az én hangomat a csata pokoli lármája elnyelte. Jól marokra fogtam hát a kardomat; — és be a muszkák közé! Vágtam jobbra, balra, mint a tüzes istennyila. Húll a muszka, mint a tök. De mi történik? A lovam megvadul és kiront oldalra. Mingyárt láttam, hogy ebből baj lesz, de azért csak vágtam akkorákat, hogy a karom majdcsaknem kificamodott a helyéből… — Hát az ebadtát, úgy húll a muszka, mint a karalábé. Én se nem láttam, se nem hallottam, mint a fajdkakas, az alakok csak kékesszürke árnyakként tüntek föl mellettem. A lovam utcát rombolt a muszkák között, én meg dolgoztam veszettül, úgy, hogy tetőtőltalpig egy csurom vér voltam…
Igazi hírnévre azonban katonai találmányai révén jutott: 1876-ban feltalált egy úszó készüléket, mellyel a jégtől zajló Dunát átúszta; 1882-ben pedig öt évi kutatás után befejezte világhírű találmányát, a szárazföldi torpedót, melyet az osztrák-magyar hadseregen kívül Svájc, Svédország, Dánia, Kína és Szerbia is megvásároltak.

## Találmányai

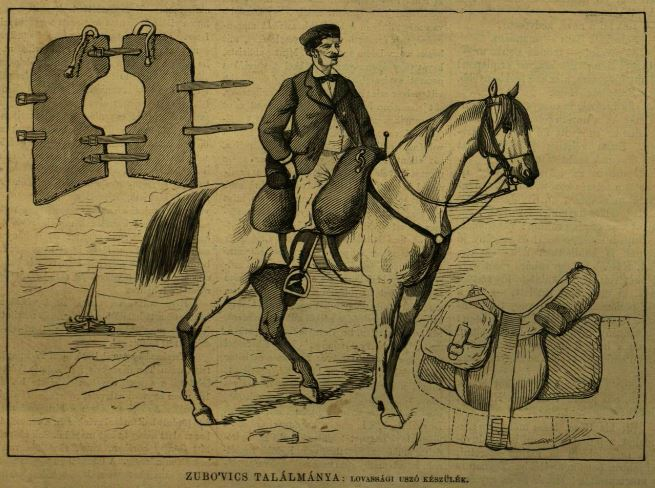
Zubovics-féle lovassági úszó készülék

- 1876-ban egy úszó készüléket talált fel, mellyel a jégtől zajló Dunát télen lovon átúszta.[2]
- 1882-ben pedig öt évi kutatás után befejezte a szárazföldi torpedót.[1]